# تشناران (مهر أباد)
تشناران (بالفارسية: چناران) هي قرية تقع في إيران في قسم مهر أباد الريفي. يقدر عدد سكانها بـ 588 نسمة بحسب إحصاء 2016.